# Дракула 2000
„Дракула 2000“ (на английски: Dracula 2000) е американски филм от 2000 година. Има 2 продължения „Дракула 2: Възнесение“ (2003) и „Дракула 3: Заветът“ (2005).

## Сюжет
Внимание:  Текстът по-долу разкрива сюжета на произведението (или части от него)!
Абрахам Ван Хелзинг не може да намери начин да убие Дракула, затова го запечатва в специален сребърен ковчег, който държи в тайно скривалище. Ван Хелзинг използва кръвта на Дракула, филтрирана чрез пиявици, за да живее вечно и да пази тайната на злото.
Във времето което е взимал от кръвта на Дракула Ван Хелзинг се влюбва и любимата му забременява. Това означава, че заразата от кръвта на Дракула е предадена на детето и когато Мери
Ван Хелзинг (дъщеря му) се ражда, казва това на майката. Ужасена, тя взима дъщеря си и двете изчезват. Ван Хелзинг мисли, че е по-добре за тях да са далеч.
Години по-късно шайка крадци (водени от Маркъс), в опита си да ограбват тайното скривалище на Ван Хелзинг, мислейки че той крие богатства и злато, освобождават Дракула.
Вампирът тръгва да търси Мери, защото тя е единствената в целия свят, която може да бъде безсмъртна като него. Тя е готова да се изправи срещу Дракула, като междувременно се опитва да избегне новосъздадените вампири от бандата на Маркъс.

## Актьорски състав
| Актьор            | Роля                      |
| ----------------- | ------------------------- |
| Джерард Бътлър    | Дракула / Юда Искариотски |
| Кристофър Плъмър  | Абрахам ван Хелсинг       |
| Джони Лий Милър   | Саймън Шепард             |
| Джъстин Уадел     | Мери Хелър                |
| Дани Мастерсън    | Найтшейд                  |
| Джери Райън       | Валъри Шарп               |
| Колийн Фицпатрик  | Луси Уестерман            |
| Дженифър Еспозито | Солина                    |
| Локлин Мънро      | Еди                       |
| Шон Патрик Томас  | Трик                      |
| Омар Епс          | Маркъс                    |
| Шейн Уест         | Джей Ти                   |
| Нейтън Филиън     | отец Дейвид               |